# Ratpenat nasofoliat de Peling
El ratpenat nasofoliat de Peling (Hipposideros dinops) és una espècie de ratpenat de la família dels rinolòfids. Viu a Papua Nova Guinea i Salomó. Habita les coves. Està amenaçat per la desforestació de les planes i la pertorbació de les coves.